# Lemme de Céa
Le lemme de Céa —du nom de Jean Céa— est un lemme  mathématique. Il permet de montrer des estimations d'erreurs pour la méthode des éléments finis appliquée aux équations aux dérivées partielles elliptiques.

## Énoncé
Soit {\displaystyle V} un espace de Hilbert réel muni de la norme {\displaystyle \|\cdot \|.} Soit {\displaystyle a:V\times V\to \mathbb {R} } une forme bilinéaire telle que :
- {\displaystyle |a(v,w)|\leq \gamma \|v\|\,\|w\|} pour une constante {\displaystyle \gamma >0} et pour tout {\displaystyle v,w} dans {\displaystyle V} (continuité)
- {\displaystyle a(v,v)\geq \alpha \|v\|^{2}} pour une constante {\displaystyle \alpha >0} et tout {\displaystyle v} dans {\displaystyle V} (coercivité ou {\displaystyle V}-ellipticité).

Soit {\displaystyle L:V\to \mathbb {R} } une forme linéaire continue. 
Cherchons un élément {\displaystyle u} dans {\displaystyle V} tel que
{\displaystyle a(u,v)=L(v)\,} pour tout {\displaystyle v} dans {\displaystyle V.\,}
Considérons le même problème dans le sous-espace de dimension finie {\displaystyle V_{h}} de {\displaystyle V,} tel que, {\displaystyle u_{h}\in V_{h}} vérifie
{\displaystyle a(u_{h},v)=L(v)\,} pour tout {\displaystyle v} dans {\displaystyle V_{h}.\,}
Le Théorème de Lax-Milgram garantit l'existence et l'unicité d'une solution pour chacun de ces deux problèmes. Le lemme de Céa est l'inégalité suivante
{\displaystyle \|u-u_{h}\|\leq {\frac {\gamma }{\alpha }}\|u-v\|} pour tout {\displaystyle v} dans {\displaystyle V_{h}.}
Autrement dit {\displaystyle u_{h}} est « la meilleure » approximation de {\displaystyle u} dans {\displaystyle V_{h},} à une constante multiplicative {\displaystyle \gamma /\alpha } près.
La preuve est immédiate
{\displaystyle \alpha \|u-u_{h}\|^{2}\leq a(u-u_{h},u-u_{h})=a(u-u_{h},u-v)+a(u-u_{h},v-u_{h})=a(u-u_{h},u-v)\leq \gamma \|u-u_{h}\|\|u-v\|} pour tout {\displaystyle v} dans {\displaystyle V_{h}.}
Nous avons utilisé la {\displaystyle a}-orthogonalité de {\displaystyle u-u_{h}} et {\displaystyle V_{h}}
{\displaystyle a(u-u_{h},v)=0,\ \forall \ v\in V_{h}}
qui découle directement de {\displaystyle V_{h}\subset V}
{\displaystyle a(u,v)=L(v)=a(u_{h},v)} pour tout {\displaystyle v} dans {\displaystyle V_{h}}.
Note : Le lemme de Céa est aussi valable dans les espaces de Hilbert complexes, on considère une forme sesquilinéaire {\displaystyle a(\cdot ,\cdot )} au lieu d'une forme bilinéaire. L'hypothèse de coercivité devient {\displaystyle |a(v,v)|\geq \alpha \|v\|^{2}} pour tout {\displaystyle v} dans {\displaystyle V} (Notez le module autour de {\displaystyle a(v,v)}).